# Boronia forsteri
Boronia forsteri är en vinruteväxtart som beskrevs av M. F. Duretto. Boronia forsteri ingår i släktet Boronia och familjen vinruteväxter. Inga underarter finns listade i Catalogue of Life.